# Tomte

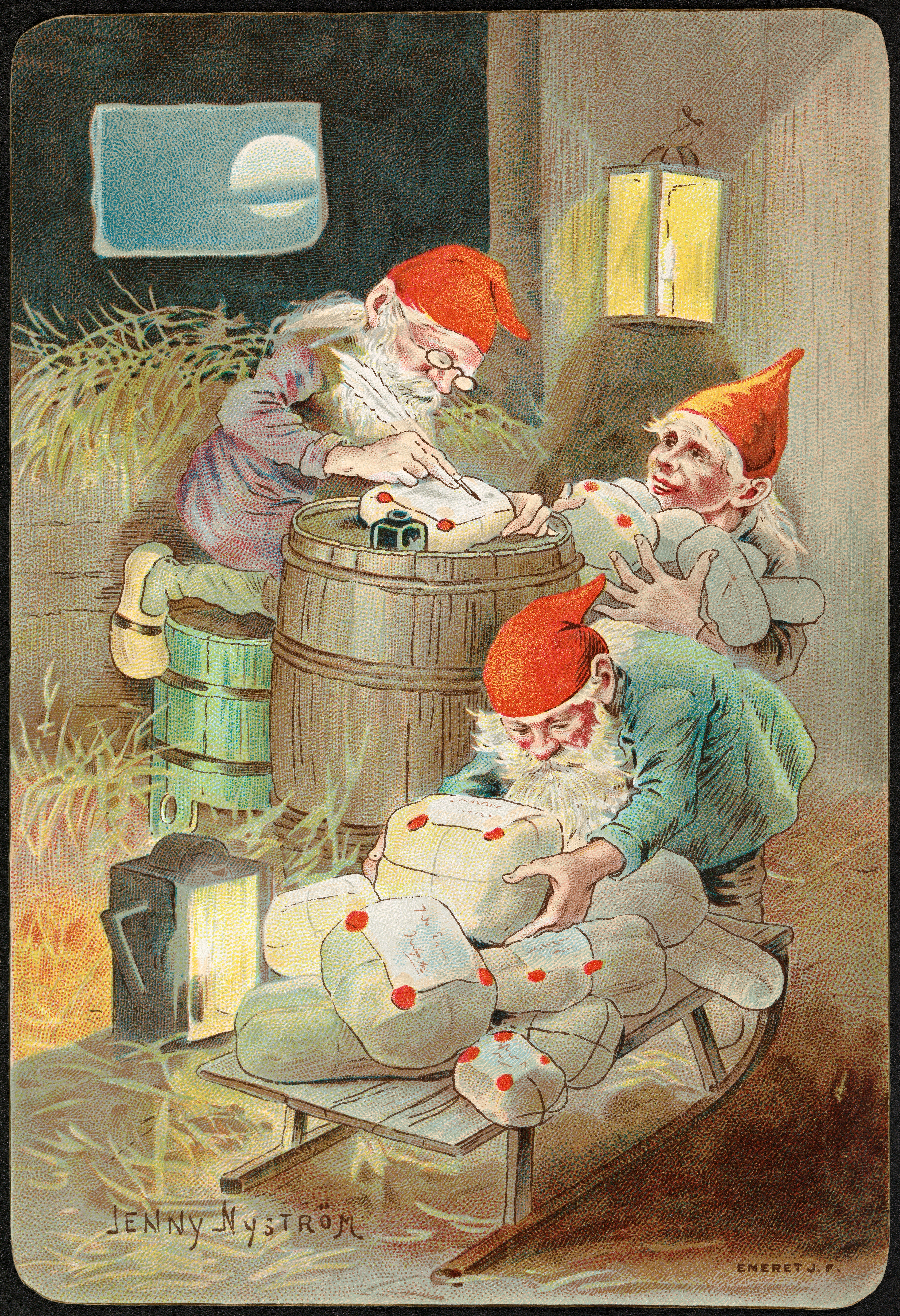
Jultomte „vánoční skřítci“ na pohlednici švédské ilustrátorky Jenny Nyström, cca 1899

Tomte nebo tomtenissen (švédsky), nebo nisse (dánsky a norsky), je domácí skřítek ze skandinávského folklóru, který obývá lidské domovy a pomáhá jejich obyvatelům. Tomtar a nissar jsou v moderní době primárně spojováni s Vánocemi a pod jmény jultomten (švédsky „vánoční skřítek“) a julnissen (norsky „vánoční skřítek“) se skrývají dárkonošové, kteří svým vzezřením i chováním odpovídají americkému Santa Clausovi. Ve své starší podobě ochránců domovů se tito skřítci podobají různým ochranným duchům přebývajícím v divočině, především norským huldrám a švédským skogsrå, podobní jsou také islandští elfové neboli huldufólk. Slovo tomte, v podobě tonttu, přijala pro skřítka také finština.
Víra v nisse má pravděpodobně původ v předkřesťanském kultu předků, jak napovídají představy o ochránci domova, který je totožný se zakladatelem statku, jako v případě norského gardvorda a haugebondena. V té době jim bylo nejspíše obětováno především na zimní svátek jól. Víra v existenci domácích bůžků se zachovala i po přijetí křesťanství, ale zároveň začali být směšováni s bytostmi jako jsou trollové, draugové a huldry. Ve snaze o vysvětlení jejich existence v rámci křesťanského světonázoru se objevovalo podání, že nissar jsou padlí andělé, kteří skončili na střechách lidských domovů, podobně jako ti co padli do vody se stali vodními duchy a ti co do močálů například elfy. Od 16. století se víra v domácí duchy a další lidové představy staly terčem útokům protestantských kněží a učenců, kteří je chápali jako pozůstatky pohanství a katolicismu, spojové s ďábelským vlivem. Během osvícenství víra v nisse a jim podobné bytosti dále upadala, ale v 19. století se v rámci romantického nacionalismu staly oblíbeným tématem folkloristiky a symbolem autentické kultury skandinávských národů.
Jméno nisse pravděpodobně vychází z vlastního jména Nils, které je zase podobou jména Mikuláš, které se začalo ve Skandinávii používat po reformaci pod německým vlivem. Původně bylo používáno v dánštině, poté bylo převzato do norštiny, především ve východním Norsku. Švédské tomte a norské tufte vychází z výrazu pro „pozemek“ a odkazuje na funkci ochránce statku, kterou tyto bytosti zastávaly.

## Norsko
V Norsku je nisse vette, tedy duch či skřítek, který obývá lidské domovy, a který jako Juleniss „vánoční skřítek“ nosí vánoční dárky. Má podobu malého mužíčka s šedými šaty a červenou čapkou. Vyniká fyzickou silou a pomáhá se zemědělskými pracemi, ale když je s ním špatně zacházeno tak se mstí a může ublížit lidem i zvířatům. Většinou žije sám, ale existují i příběhy o jeho manželce a dětech, někteří nisse zase neobývají lidské domovy, ale žijí ve stromech, v horách nebo na rybářských lodích. Jako ochránci domu byla nissovi věnována pozornost především o julu, tedy o Vánocích, kdy mu bylo typicky obětováno jídlo a pití. Ale až během 19. století začal být chápán jako dárkonoš a jako bytost která má primárně vánoční charakter. Zároveň se nisse stal symbolem norské kultury a mentality, později se stal symbolem odporu proti nacistické okupaci, ale také proti vstupu do Evropské unie.
Kromě výrazu nisse, typického především pro východní Norsko existuje několik dalších výrazů, které označují podobné bytosti. Z tuft „pozemek“ vychází označení tuftefolk, které se mu podobají výrazy jako haugfolk „lid kopců“, tussefolk „thursí lid“, nebo underjordiske „podzemní (lid). Označení tomte pochází ze švédštiny a stejně jako příbuzné norské tuft znamená pozemek. V západním Norsku je znám také gardvord „strážce statku“, nazývaný také gardsbonde (statkář) nebo godbonde (dobrý statkář). Gardvord bdí nad blahobytem statku a za to mu má být obětováno a má mít vyhrazenou vlastní postel na půdě. Někdy bývá ztotožňován s bytostí zvanou rudkallen, tedy s  duchem zemřelého zakladatele statku. Víra v gardvorda a zvyky s ním spojené z velké části zanikly v druhé polovině 19. století. Gardvordovi se podobá bytost, která žije v kupách sena a je spojována s posvátným stromem zvaným tuntre. Také se jí obětovalo a byla ztotožňována se zemřelým farmářem. V jihonorském kraji Telemark se tento skřítek nazývá haugbonde „statkář kopy, chlap z kopy“.